# Honky Tonk Women
«Honky Tonk Women» — песня группы Rolling Stones.
В 2004 году журнал Rolling Stone поместил песню «Honky Tonk Women» в исполнении The Rolling Stones на 116-е место своего списка «500 величайших песен всех времён». В списке 2011 года песня также находится на 116-м месте.
Кроме того, песня «Honky Tonk Women» в исполнении группы Rolling Stones входит в составленный Залом славы рок-н-ролла список 500 Songs That Shaped Rock and Roll.
В 2014 году сингл группы Rolling Stones с этой песней (1969 год, London Records) был принят в Зал славы премии «Грэмми».